# Edward Paget
Edward Paget (3 de novembro de 1775 – Cowes, 13 de maio de 1849) foi o quarto filho de Henry Paget, 1.º Conde de Uxbridge. Foi capturado pela cavalaria francesa durante a Guerra Peninsular, em 1812.
- Serviu para o Sir John Moore.
- Segundo-comandante de Arthur Wellesley, 1.º Duque de Wellington
- Comandante-em-chefe (Índia) de 13 de janeiro de 1823 e 7 de outubro de 1825

Foi membro do parlamento (MP) pela cidade de Caernarfon, de 1796 a 1806.
Seu irmão mais velho, Henry William, 2.º Conde de Uxbridge (1768-1854), foi, em 1815, intitulado Marquês de Anglesey e é lembrado por ter liderado a cavalaria pesada na Batalha de Waterloo. Seu terceiro irmão, Sir Arthur Paget (1771-1840), foi um eminente diplomata durante as Guerras Napoleônicas, o quinto, Sir Charles Paget (1778-1839), serviu com distinção na Marinha e alcançou o posto de vice-almirante.